# Västra Karup
Västra Karup est une localité suédoise dans la commune de Båstad en Scanie.
Sa population était de 589 habitants en 2019. 